# Staatscommissie-Van Schaik
De Staatscommissie-Van Schaik was een Nederlandse staatscommissie die op 17 april 1950 werd ingesteld door het kabinet-Drees/Van Schaik. Zij moest een herziening van de Grondwet voorbereiden, waarbij werd overwogen dat de dekolonisatie, de komst van internationale organen en maatschappelijke ontwikkelingen dat nodig maakten.
De Staatscommissie hield zich met vele onderwerpen bezig, waarvan uitbreiding van het ledental van beide Kamers, een andere procedure voor Grondwetsherziening, verlaging van de kiesrechtleeftijd en de positie van de Eerste Kamer de meest in het oog springende waren. Andere onderwerpen waarover voorstellen werden gedaan, waren onder meer de buitenlandse betrekkingen, de persvrijheid en de overzeese rijksdelen.
In juli 1951 bracht de commissie een interim-rapport uit over onder andere de uitbreiding van het ledental van de Kamers. Haar eindrapport verscheen in januari 1954.

## Voorgeschiedenis
Na de Tweede Wereldoorlog leefde vrij breed de gedachte dat de Grondwet verouderd was. Een staatsrechtelijke opknapbeurt werd wenselijk geacht. Zaken als de verhouding tussen regering en parlement, de werking van het tweekamerstelsel en de taken van het parlement dienden opnieuw bekeken te worden.
Verder maakten veranderde verhoudingen in het Koninkrijk (een zelfstandiger positie van Suriname en de Nederlandse Antillen) en de komst van nieuwe internationale organen (zoals de Europese Gemeenschap van Kolen en Staal) aanpassingen in de Grondwet wenselijk.
Vanwege de wens om enkele onderdelen van de herziening al voor de verkiezingen van 1952 te regelen, werd al in 1951 een interim-rapport uitgebracht over enkele onderdelen van de herziening.

## Advies

### Procedure Grondwetsherziening
De commissie stelde in meerderheid voor de tweede lezing van een voorstel tot Grondwetsherziening te laten behandelen in een aparte Kamer voor Grondwetsherziening. Daarin diende een tweederdemeerderheid een vereiste te blijven om een voorstel aan te nemen. Enkele leden kozen voor een drievijfdemeerderheid.

### Uitbreiding aantal Kamerleden
Vanwege de toegenomen werkzaamheden en omdat sommige Kamerleden ook in internationale organen actief waren, werd voorgesteld het aantal leden van de Tweede Kamer te verhogen van 100 naar 150 en dat van de Eerste Kamer van 50 naar 75.
Een minderheid van de commissie stelde voor stemoverdracht voor Kamerleden die in het buitenland verbleven, mogelijk te maken.

### Verlaging leeftijd passief kiesrecht
De commissie stelde unaniem voor de minimumleeftijd om gekozen te worden tot Kamerlid te verlagen van 30 naar 23 jaar.

### Eerste Kamer
Op zes leden na wenste de commissie het budgetrecht van de Eerste Kamer te beperken. De Eerste Kamer zou alleen nog de begrotingshoofdstukken Huis der Koningin, Hoge Colleges van Staat en Nationale Schuld dienen te behandelen. Daarmee zou zij jaarlijks met de regering kunnen debatteren over het algemene regeringsbeleid.
Vrijwel unaniem stelde de commissie voor de zittingsduur terug te brengen van zes naar vier jaar, waarbij alle leden tegelijkertijd moesten worden gekozen. Eén lid was voorstander van rechtstreekse verkiezing van de Eerste Kamer.

### Vereenvoudigde wetgeving
De commissie wees in meerderheid het openen van een mogelijkheid tot vereenvoudigde wetgeving af. Daarbij zouden wetsvoorstellen in beide Kamers ook stilzwijgend kunnen worden goedgekeurd, zonder echte parlementaire behandeling.

## Resultaten
De voorstellen van de commissie zijn slechts gedeeltelijk overgenomen.
In 1952 verwierp de Eerste Kamer wetsvoorstellen tot uitbreiding van het ledental van de Tweede en Eerste Kamer. Het voorstel over het ledental van de Tweede Kamer kreeg bij de tweede lezing geen tweederdemeerderheid. Daarbij speelde vooral verzet mee tegen de mogelijkheid van stemoverdracht.
In 1956 werd de uitbreiding van het ledental alsnog gerealiseerd. Er was toen geen mogelijkheid van stemoverdracht voorgesteld.
De leeftijd voor passief kiesrecht werd pas bij een beperkte Grondwetsherziening in 1963 gerealiseerd. De leeftijd ging echter niet van 30 naar 23 jaar, maar naar 25 jaar terug. Een voorstel om de minimumleeftijd van 30 jaar in de Eerste Kamer te handhaven, werd toen verworpen.
Een wetsvoorstel over instelling van een Kamer van Grondwetsherziening werd ingetrokken, omdat daarvoor onvoldoende steun in de Tweede Kamer bleek te zijn.
Voorstellen met betrekking tot de Eerste Kamer werden niet gedaan. Het budgetrecht bleef onverkort gehandhaafd en ook de zittingsduur bleef (vooralsnog) zes jaar.

## Samenstelling
Naast voorzitter Josef van Schaik (KVP) waren er twee ondervoorzitters: minister Johannes Henricus van Maarseveen (KVP) en Eerste Kamervoorzitter Roelof Kranenburg (PvdA). Van Maarseveen overleed eind 1951. Secretaris/lid waren Wim van der Grinten (hoogleraar, KVP) en Jan M. Kan (ambtenaar, partijloos).
- Josef van Schaik (voorzitter), KVP, minister zonder portefeuille
- Johannes Henricus van Maarseveen (ondervoorzitter, tot 1951), KVP, minister van Overzeese gebiedsdelen / Minister van Binnenlandse Zaken
- Roelof Kranenburg (ondervoorzitter), PvdA, voorzitter Eerste Kamer der Staten-Generaal
- Louis Beel, KVP, hoogleraar
- George van den Bergh, PvdA, hoogleraar
- Cola Debrot, partijloos, vertegenwoordiger van de Antillen in Nederland
- André Donner, ARP, hoogleraar
- Jean Pierre Adrien François, partijloos, hoogleraar
- Marinus van der Goes van Naters, PvdA, fractievoorzitter Tweede Kamer
- M.P. Gorsira (tot 1951), partijloos, vertegenwoordiger van de Antillen in Nederland
- Johannes Petrus Hooykaas, partijloos, hoogleraar
- Jan Jonkman, PvdA, Eerste Kamerlid
- Willem Kernkamp (tot 1953), CHU, hoogleraar
- Johann Logemann, PvdA, hoogleraar
- Anthonie Nicolaas Molenaar, VVD, Eerste Kamerlid
- Pieter Oud, VVD, fractievoorzitter Tweede Kamer
- Raymond Henri Pos, partijloos, vertegenwoordiger Suriname in Nederland
- H.J.D.Revers, partijloos, adjunct-directeur Vereniging van Nederlandse Gemeenten
- Carl Romme, KVP, fractievoorzitter Tweede Kamer
- Bram Rutgers, ARP, lid Raad van State
- Jan Schouten, ARP, fractievoorzitter Tweede Kamer
- Hendrik Tilanus, CHU, fractievoorzitter Tweede Kamer
- Piet Witteman, KVP, Eerste Kamerlid